# Luge als Jocs Olímpics d'hivern de 2006 - Individual femení
Als Jocs Olímpics d'Hivern de 2006 celebrats a la ciutat de Torí (Itàlia) es disputà una prova de luge en categoria individual femenina que formà part del programa oficial dels Jocs.
La competició tingué lloc entre els dies 13 i 14 de febrer de 2006 a les instal·lacions esportives de Cesana Pariol. Hi participaren un total de 30 corredores de 15 comitès nacionals diferents.

## Resum de medalles
| Or         | Argent          | Bronze         |
| Sylke Otto | Silke Kraushaar | Tatjana Hüfner |

## Resultats
Les dues primeres carreres es disputaren el dia 13 de febrer i les dues últimes el 14 de febrer. El temps de les quatre mànegues es combinà per escollir el vencedor.
| Posició | Nom                          | CON          | Volta 1      | Volta 2      | Volta 3      | Volta 4 | Total    | Dif.    |
| ------- | ---------------------------- | ------------ | ------------ | ------------ | ------------ | ------- | -------- | ------- |
| 1       | Sylke Otto                   | Alemanya     | 47.041       | 46.820       | 46.902       | 47.216  | 3:07.979 | —       |
| 2       | Silke Kraushaar              | Alemanya     | 47.269       | 46.860       | 46.991       | 46.995  | 3:08.115 | +0.136  |
| 3       | Tatjana Hüfner               | Alemanya     | 47.109       | 47.269       | 47.101       | 46.981  | 3:08.460 | +0.481  |
| 4       | Courtney Zablocki            | Estats Units | 47.253       | 47.129       | 47.234       | 47.236  | 3:08.852 | +0.873  |
| 5       | Veronika Halder              | Àustria      | 47.426       | 47.137       | 47.246       | 47.278  | 3:09.087 | +1.108  |
| 6       | Liliya Ludan                 | Ucraïna      | 47.439       | 47.378       | 47.150       | 47.308  | 3:09.275 | +1.296  |
| 7       | Anna Orlova                  | Letònia      | 47.654       | 47.317       | 47.280       | 47.232  | 3:09.483 | +1.504  |
| 8       | Nina Reithmayer              | Àustria      | 47.485       | 47.532       | 47.333       | 47.223  | 3:09.573 | +1.594  |
| 9       | Martina Kocher               | Suïssa       | 47.548       | 47.410       | 47.276       | 47.357  | 3:09.591 | +1.612  |
| 10      | Regan Lauscher               | Canadà       | 47.584       | 47.418       | 47.320       | 47.321  | 3:09.643 | +1.664  |
| 11      | Sarah Podorieszach           | Itàlia       | 47.858       | 47.647       | 47.519       | 47.850  | 3:10.874 | +2.895  |
| 12      | Erin Hamlin                  | Estats Units | 48.660       | 47.816       | 47.534       | 47.280  | 3:11.290 | +3.311  |
| 13      | Madoka Harada                | Japó         | 48.042       | 47.852       | 47.989       | 47.767  | 3:11.650 | +3.671  |
| 14      | Alexandra Rodionova          | Rússia       | 48.165       | 47.935       | 48.186       | 47.881  | 3:12.167 | +4.188  |
| 15      | Ewelina Staszulonek          | Polònia      | 48.653       | 47.666       | 48.293       | 47.567  | 3:12.179 | +4.200  |
| 16      | Julia Anashkina              | Rússia       | 47.952       | 48.190       | 48.059       | 48.208  | 3:12.409 | +4.430  |
| 17      | Maija Tiruma                 | Letònia      | 49.623       | 47.987       | 47.889       | 47.545  | 3:13.044 | +5.065  |
| 18      | Aiva Aparjode                | Letònia      | 48.934       | 47.957       | 47.721       | 48.453  | 3:13.065 | +5.086  |
| 19      | Veronika Sabolova            | Eslovàquia   | 49.680       | 48.226       | 48.095       | 48.060  | 3:14.061 | +6.082  |
| 20      | Alex Gough                   | Canadà       | 48.286       | 49.902       | 47.922       | 48.045  | 3:14.155 | +6.176  |
| 21      | Anastasija Skulkina          | Rússia       | 49.174       | 48.089       | 50.033       | 48.072  | 3:15.368 | +7.389  |
| 22      | Jana Sisajova                | Eslovàquia   | 48.860       | 50.267       | 48.479       | 49.387  | 3:16.993 | +9.014  |
| 23      | Hannah Campbell-Pegg         | Austràlia    | 49.577       | 49.350       | 49.574       | 49.038  | 3:17.539 | +9.56   |
| 24      | Michelle Despain             | Argentina    | 50.062       | 54.061       | 50.120       | 52.898  | 3:27.141 | +19.162 |
| —       | Sonja Manzenreiter           | Àustria      | 47.308       | 47.200       | no finalitzà | —       | —        | —       |
| —       | Meaghan Simister             | Canadà       | 48.585       | 48.682       | no finalitzà | —       | —        | —       |
| —       | Samantha Retrosi             | Estats Units | 47.861       | no finalitzà | —            | —       | —        | —       |
| —       | Natalia Yakushenko           | Ucraïna      | 54.189       | no sortí     | —            | —       | —        | —       |
| —       | Anastasia Oberstolz-Antonova | Itàlia       | no finalitzà | —            | —            | —       | —        | —       |
| —       | Marketa Jeriova              | Txèquia      | no finalitzà | —            | —            | —       | —        | —       |